# Wellenberge

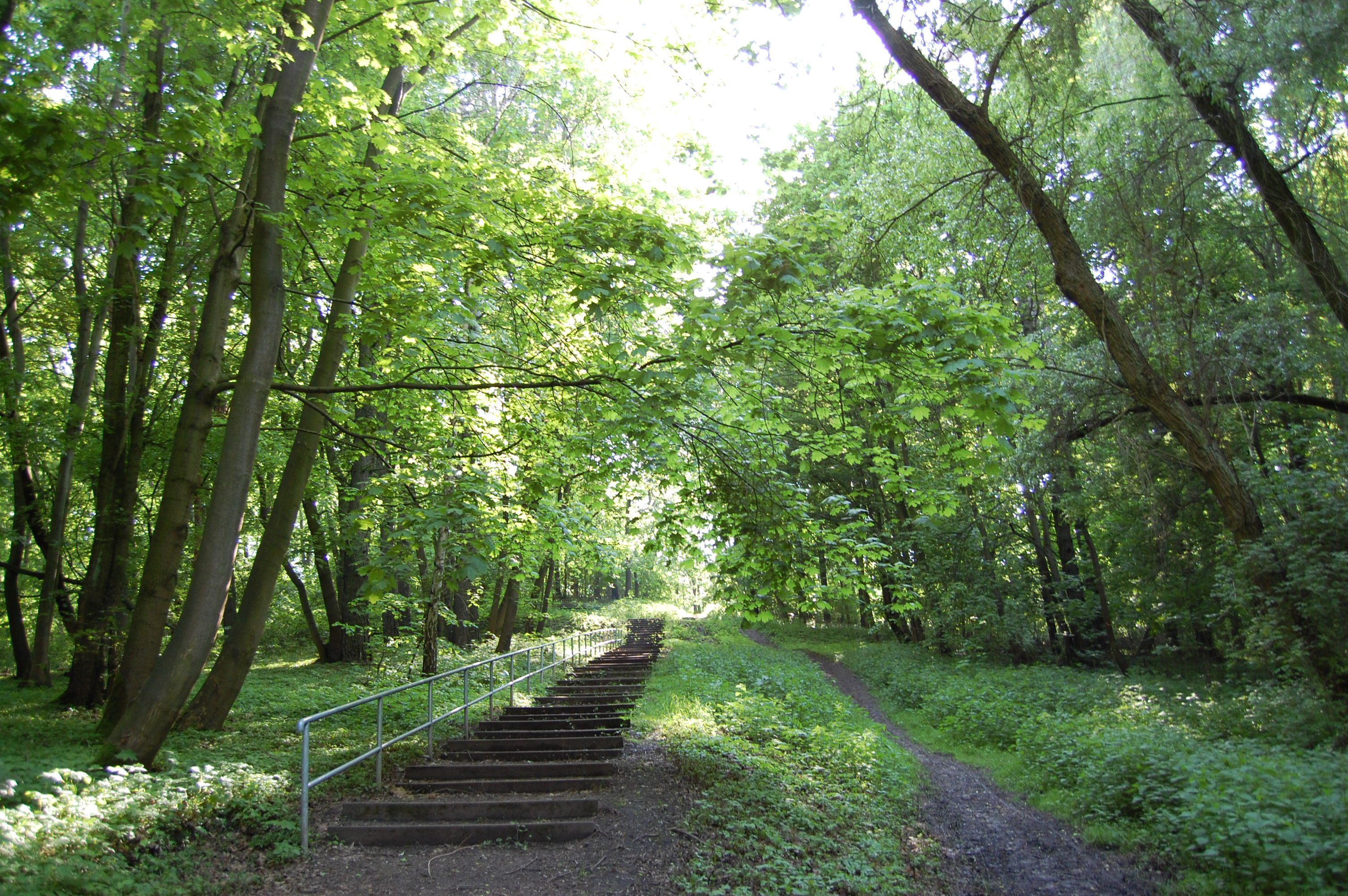
Weg am Osthang der Wellenberge innerhalb des Volksparks Westerhüsen

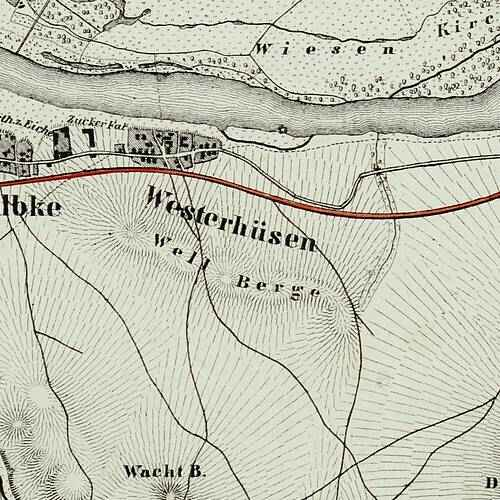
Die unbewaldeten Well Berge auf einer Karte des Jahres 1841

Als Wellenberge wird ein Höhenzug im Magdeburger Stadtteil Westerhüsen bezeichnet.
Sie erheben sich bis zu einer Höhe von 87,7 Metern über NN und sind als Endmoräne ausgebildet. Ihre Entstehung erfolgte in der Eiszeit während des so genannten Petersberger Vorstoßes. Wie bei Endmoränen typisch, sind auch in den Wellenbergen Kiese und größere Geschiebe zu finden.
Der Name „Wellenberge“ leitet sich vom welligen Charakter der Hügelkette ab. In älteren Veröffentlichungen findet sich auch die Bezeichnung Westerhüsensche Berge oder Westerhüser Berge, die wohl gleichfalls das Gebiet der Wellenberge bezeichnet. An der Nordostseite befindet sich der mit Bäumen bewachsene Volkspark Westerhüsen. Die Flächen westlich der Erhebung werden hauptsächlich landwirtschaftlich genutzt. Bis in die 1980er Jahre bestand eine Deponie. Dieses Gebiet ist heute mit einem Zaun gegen Betreten gesichert.
Noch 1918 waren die Wellenberge baumlos, erst danach ergab sich die Aufforstung mit den Bäumen des heutigen Volksparks. In den 1850er Jahren erarbeitete der Botaniker Paul Ascherson eine Übersicht der Flora der Region Magdeburg. Für die Westerhüsensche Berge wurden das Vorkommen von Berg-Klee, Blaugrüne Segge, Deutscher Ziest, Golddistel, Großblumige Königskerze, Kleiner Wiesenknopf, Kletten-Igelsame, Ohrlöffel-Leimkraut, Purpur Tragant, Steppenfenchel aufgeführt. Bei den Westerhüsenschen Bergen wurde darüber hinaus das Auftreten von Sumpf-Segge angegeben.